# Nepenthes pudica
Nepenthes pudica (v českých médiích prezentována jako „láčkovka stydlivá“) je druh láčkovky endemitní na ostrově Borneo (provincie Severní Kalimantan). Druh popsal Martin Dančák z Katedry ekologie a životního prostředí Univerzity Palackého v Olomouci a Ľuboš Majeský z Katedry botaniky na téže univerzitě.

## Popis
Jde o zemní rostlinu z čeledi láčkovkovitých, která se vyznačuje vytvářením nadzemních i podzemních prýtů. Nadzemní prýty jsou až 20 m dlouhé, s lysým stonkem, jenž dosahuje průřezu asi 4 až 6 mm. Listová růžice je tvořena přisedlými až krátce řapíkatými listy, které jsou obkopinaté, až 16 cm dlouhé a 4 cm široké. Listy vyrůstající z nadzemních stonků jsou krátce řapíkaté, obkopinaté, až 20 cm dlouhé a 4,5 cm široké, s kožovitým povrchem. Podzemní prýty jsou oproti tomu krátké a s redukovanými, částečně nebo zcela achlorofylními listy.
Láčkovka Nepenthes pudica vytváří několik typů láček k lapání kořisti, které vyrůstají z listů (láčka je tedy přeměněný list, a nikoli květ). Nejvýraznější z nich jsou tzv. spodní láčky, jež vyrůstají z podzemního prýtu. Dosahují velikosti 7–11 cm na výšku, 3–5,5 cm na šířku a jejich spodní část je výrazně rozšířená („baňatá“). Vnější povrch spodních láček má většinou červenofialovou barvu, s jemnými skvrnkami. Od dna láčky až k jejímu ústí se táhnou třásnitá křídla. Obústí (peristom) je žebrované a válcovité v průřezu, asi 2 mm široké, z vnitřní strany z něj vyrůstají až 0,8 mm dlouhé zuby. Láčku kryje široce vejčité víčko, jež je 20–30 mm dlouhé a 20 mm široké.
Květenstvím je hrozen, plodem tobolka. Zralé tobolky jsou červenohnědé, s lesklým povrchem.

## Ekologie
Láčkovka Nepenthes pudica je známa pouze z několika lokalit distriktu Mentarang Hulu v provincii Severní Kalimantan na ostrově Borneo, kde roste v nadmořské výšce 1100–1300 metrů. Jde o jedinou popsanou láčkovku, která své láčky produkuje v podzemních dutinách nebo přímo v půdě. Láčky jsou dobře vyvinuté a plně funkční, slouží pro lov hmyzu a jiných členovců, jako jsou mravenci, roztoči, anebo brouci. Protože láčkovka ve svém přirozeném prostředí roste na relativně suchých vrcholcích horských hřebenů, podle hypotézy vědců, kteří druh popsali, poskytují v tomto stanovišti podzemní dutiny stabilní podmínky a větší množství potenciální kořisti i během období sucha. U láčkovky Nepenthes pudica bylo zároveň objeveno i mnoho zástupců tzv. infauny, organismů, které se adaptovaly na život v trávicí tekutině láček (například larvy komárů či některé hlístice). Podobná společenstva však nejsou pro láčkovku N. pudica jedinečná a objevují se i u dalších zástupců láčkovkovitých.

## Ohrožení
Vzhledem k omezenému areálu rozšíření, malé velikosti populace a úbytku bornejských lesů lze podle autorů vědeckého popisu láčkovce N. pudica přiřadit předběžný status kriticky ohroženého druhu.